# Марија Јаремчук
Марија Назаровна Јаремчук (укр. Марія Назарівна Яремчук; Черновци, 2. март 1993) украјинска је поп певачица. Представљала је Украјину на Евровизији 2014. у Копенхагену. У финалу је заузела 6. место са освојених 113 поена.

## Биографија
Родила се у Черновцима, као ћерка познатог украјинског музичара, Назарија Јаремчука, који је преминуо од рака желуца, када је Марији било две године. Јаремчукова има старију полусестру Веру из мајчиног претходнох брака, и два брата са очеве стране, Дмитрија и Назарија.
Иако себе сматра аполитичном, у децембру 2013. је изјавила да је  на изборима генерално, морално, и као певач  подржала Партију региона.

## Каријера

### Голос країнииНовая волна 2012
Јаремчукова је била финалисткиња украјинског талент шоуа Голос країни, где је завршила четврта. 2012. је представљала Украјину на интернационалном такмичењу за младе певаче, Новая волна, где је завршила трећа. На украјинској селекцији где се бирао представник за предстојећу Евровизију у Малмеу завршила је пета, представивши се песмом Imagine.

### 2013—данас: Песма Евровизије 2014.
21. децембра 2013, победила је на украјинској селекцији за Евровизију 2014. са песмом Tick-Tock, освојивши максималан број бодова и од жирија и од публике. Марија је наступила у првој полуфиналној вечери, која се одржала 6. маја. Ту је заузела 5. место, обезбедивши даљи пролазак. У финалу је заузело 6. место, са освојених 113 поена.

## Дискографија

### Синглови
- Со мной опять (2012)
- Тебе я знайду (2013)
- Без тебя (2014)
- Tick-Tock (2014)
- Против ветра (2014)
- До тебе (2015)
- Ждать (2015)
- Білою фарбою (2016)